# SAMP/T

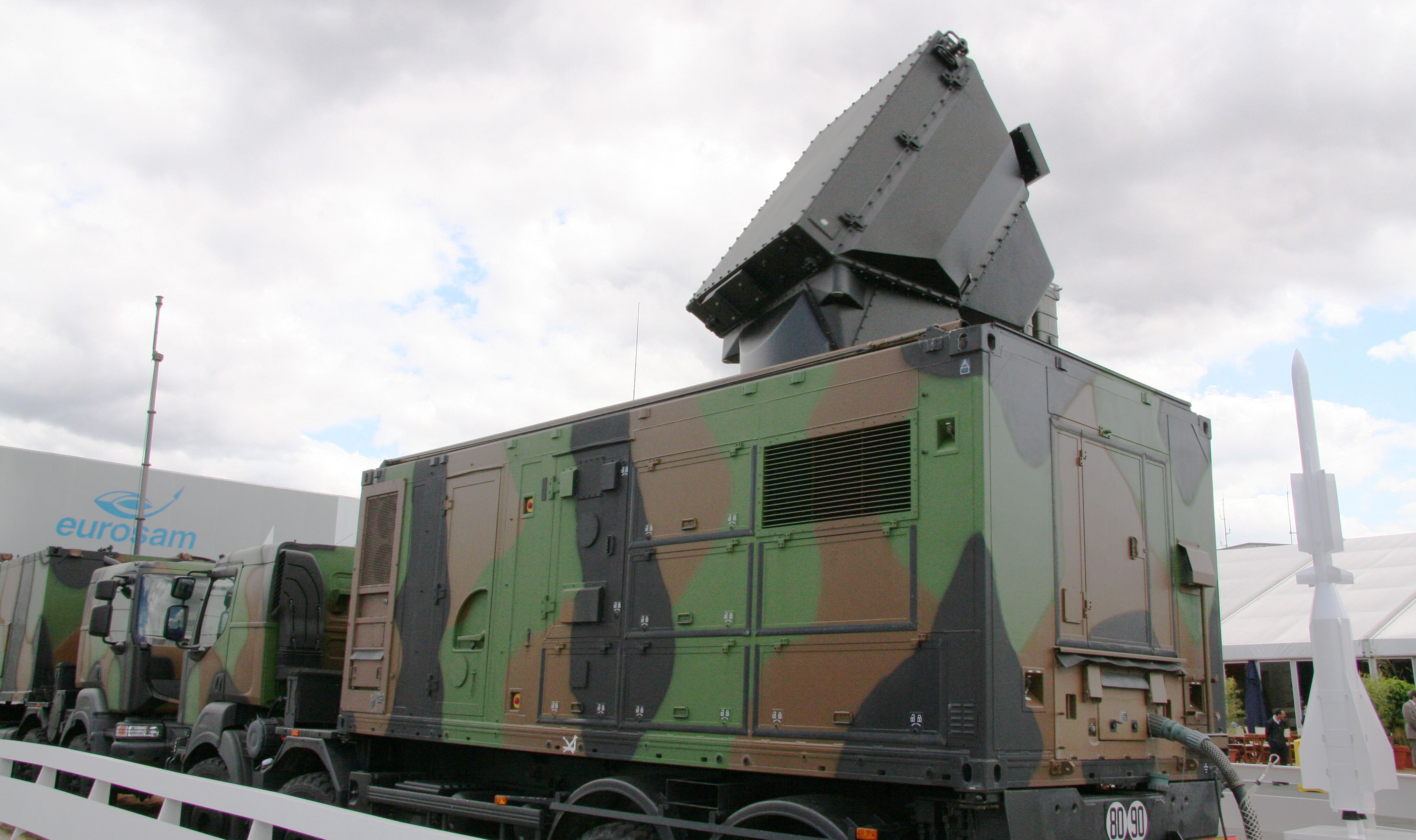
SAMP/T radarmodul, Paris 2009.

SAMP/T (Surface-to-Air Missile Platform / Terrain) är ett luftvärnssystem med medellång till hög räckvidd.
Systemet består typiskt av ett fordon för eldledning, radar, upp till sex avfyrningsfordon med åtta robotar vardera.
Luftvärnssystemet kan avfyra antingen Aster 15 eller Aster 30-robotar, som når en maximal räckvidd på 30 km respektive 120 km. Systemet är effektivt mot taktiska ballistiska robotar, kryssningsrobotar, stridsflygplan och UAV:s.

## Ägare, produktion, användare
Systemet är producerat av Eurosam som ägs gemensamt av MBDA och Thales Group.
Franska flygvapnet äger sju system kallade MAMBA och italienska armén fem, efter att år 2023 har överfört ett system till Ukraina. Diskussioner förs i maj 2024 om att överföra ytterligare ett, för närvarande i Kuwait, till Ukraina. Singapore och Azerbaijan äger också några system.
I februari 2024 meddelade Italien att de köper fyra system till, nu av typen SAMP/T NG, som planeras att levereras år 2025.